# Santa Monica (Misano Adriatico)
Santa Monica is een plaats (frazione) in de Italiaanse gemeente Misano Adriatico.
Het beschikt over een voetbalstadion.